# Lady Bird Johnson
Claudia Alta Taylor "Lady Bird" Johnson (Karnack (Texas), 22 december 1912 - West Lake Hills (Texas), 11 juli 2007) was de echtgenote van de Amerikaanse president Lyndon B. Johnson. Ten tijde van diens presidentschap (1963-1969) was zij de first lady van het land. 

## Jonge leven
Claudia Alta Taylor was de dochter van Thomas Jefferson Taylor die een winkel uitbaatte. Ze had twee oudere broers, Thomas en Antonio. Haar moeder Minnie Pattillo overleed op 44-jarige leeftijd, toen Claudia vijf jaar was. Haar moeder was zwanger en viel van de trap. Nadat ze in het ziekenhuis was overleden werd er geen officiële doodsoorzaak gegeven, wat enige twijfel zaaide over de werkelijke toedracht. Effie Pattillo, de zus van Minnie nam de opvoeding van de kinderen nu voor haar rekening.
Tijdens haar kinderjaren zei haar kindermeisje over haar: She's as pretty as a ladybird, wat wil zeggen, ze is zo mooi als een lieveheersbeestje. Hierdoor kreeg ze voor de rest van haar leven de roepnaam Lady Bird.
Lady Bird ging naar school in Marshall in Texas en studeerde daarna journalistiek en kunst in de St. Mary's Episcopal School for Girls. Ze studeerde later ook af aan de Universiteit van Texas in Austin.

## Huwelijk
Op 17 november 1934 huwde ze met Lyndon B. Johnson in San Antonio. Na enkele miskramen kreeg ze twee dochters, Lynda Bird (19 maart 1944), die later met oud-gouverneur en senator Chuck Robb zou trouwen, en Luci (2 juli 1947) die twee keer zou trouwen.
Ze stond bekend vanwege haar liefde voor de natuur, een liefde die ze ontwikkelde als kind omdat ze dicht bij het Caddo Lake opgroeide. Ze overtuigde de overheid in Texas om wilde bloemen te planten langs de autosnelwegen.

## First lady
Nadat president John F. Kennedy werd vermoord in Dallas eind 1963 werd haar man Lyndon, die vicepresident was, de opvolger van Kennedy. Lady Bird volgde Jackie Kennedy op als first lady van het land.
Ze startte een project om van de hoofdstad Washington D.C. een mooiere plaats te maken voor zowel inwoners als toeristen (Society for a More Beautiful National Capital). Haar inspanningen leidden tot meerdere projecten door het hele land. Ze zorgde ook voor verdere verfraaiing van autowegen, door reclame langs de wegen te laten beperken en meer groen te laten planten.
Lady Bird was de eerste first lady die een eigen mediabegeleider had, Liz Carpenter. Na het afmaken van de termijn van Kennedy werd Johnson in 1964 verkozen voor een volgende ambtstermijn, waardoor Lady Bird zich in totaal zes jaar lang first lady mocht noemen. In 1970 publiceerde ze A White House Diary, waarin ze haar jaren in het Witte Huis beschrijft.

## Latere leven
Lyndon Johnson overleed in 1973. Lady Bird bleef echter in de publieke belangstelling en probeerde de herinnering aan haar echtgenoot levend te houden. Ze was de actiefste presidentiële weduwe van de jaren 70, 80 en vroege jaren 90. In 1977 ontving ze de Medal of Freedom en in 1984 de Congressional Gold Medal. Op haar zeventigste verjaardag, in 1982, richtte ze samen met actrice Helen Hayes National Wildflower Research Center op. Deze botanische tuin, die zich geheel richt op inheemse planten van de Verenigde Staten, werd in 1997 ter ere van haar omgedoopt in Lady Bird Johnson Wildflower Center. In Washington werd een park naar haar genoemd, als waardering voor haar inzet voor het verfraaien van de stad. In 2001 was ze ook aanwezig bij de inauguratie van president George W. Bush.
Sinds 1993 ging het minder goed met de gezondheid van Lady Bird. In augustus 1993 kreeg ze een kleine beroerte waardoor ze vrijwel blind werd. Op 11 november 1999 werd ze in het ziekenhuis opgenomen nadat ze was flauwgevallen. Op 2 mei 2002 kreeg ze opnieuw een beroerte, waardoor ze haar spraak verloor en niet meer kon lopen zonder begeleiding. In januari 2005 verbleef ze enkele dagen in het ziekenhuis van Austin voor behandeling tegen bronchitis. In februari 2006 verklaarde haar dochter Lynda Bird, dat haar moeder nu volledig blind was en niet in goede gezondheid. Zij en haar zuster Luci lazen wel nog aan haar voor en vertelden haar dingen.
Aan het eind van haar leven was Lady Bird de oudste overlevende first lady van de Verenigde Staten. Enkel één first lady werd nog ouder dan Lady Bird: Bess Truman, die in 1982 op 97-jarige leeftijd overleed. Bess Truman, Betty Ford, Lady Bird Johnson, Nancy Reagan en Rosalynn Carter zijn tot nu toe de enige first lady's die de leeftijd van 90 jaar bereikten. Na de dood van Jacqueline Kennedy in 1994 werd Lady Bird de enige presidentiële weduwe tot 2004, toen Nancy Reagan haar man verloor. In 2006 werd ook Betty Ford weduwe. Lady Bird overleefde een van haar opvolgsters, Pat Nixon, en drie opvolgers van haar man: Richard Nixon, Ronald Reagan en Gerald Ford. Ze heeft alle first lady's persoonlijk gekend van Eleanor Roosevelt tot en met Laura Bush.
Ze werd tijdens haar leven 44 jaar beschermd door de Amerikaanse Geheime Dienst.
Door haar slechte gezondheid was ze niet aanwezig bij de begrafenissen van haar opvolgster Pat Nixon in 1993 en die van de oud-presidenten Ronald Reagan in 2004 en Gerald Ford in 2006.
In oktober 2006 maakte Lady Bird een zeldzaam publiek optreden bij een ceremonie in de Lyndon Baines Johnson Library and Museum. Ze zat in een rolstoel en zag er ziek uit. Wel was ze alert en klapte ze samen met de andere gasten tijdens de ceremonie. In juni 2007 lag ze zes dagen in het ziekenhuis met koorts.
Lady Bird Johnson overleed op 11 juli 2007 in haar huis in Austin op 94-jarige leeftijd, in het bijzijn van haar familie. Op 13 en 14 juli kreeg het publiek de kans om Lady Bird een laatste groet te brengen in de Lyndon Baines Johnson Library and Museum. Haar begrafenis op 14 juli werd bijgewoond door onder andere first lady Laura Bush, de oud-presidenten Bill Clinton en Jimmy Carter en de voormalige first lady's Hillary Clinton, Barbara Bush, Nancy Reagan en Rosalynn Carter. Betty Ford kon niet aanwezig zijn en werd vertegenwoordigd door haar dochter Susan Ford. Lady Bird werd op 15 juli in besloten kring begraven naast haar echtgenoot.